# 砂卡礑溪
砂卡礑溪，是立霧溪的下游支流，位於花蓮縣秀林鄉的太魯閣國家公園境內，於太魯閣附近匯入立霧溪。全長約16公里，集水區面積約為6,011公頃。由於溪水流經大理岩，溪水中的微酸溶解大理岩中碳酸鈣成分，因此溪水常呈現藍綠色，而且由於砂卡礑溪流路短，水流湍急，水中含沙量少，因此無論平常或颱風豪雨之後，溪水都能保持清澈。

## 名稱由來
名稱源於該溪流域的砂卡礑社（即今大同部落），為賽德克族於17至18世紀間東遷所形成的聚落之一。相傳首批來到此地的族人在建立部落時，挖出可能為先人留下的臼齒，族人因而以臼齒的族語「Skadan」命名:28-29。後由日本人寫成日语：，臺灣話讀做sa-kha-láng，國民政府時期再固定寫成「砂卡礑」至今。

## 外部連結
- 砂卡礑步道 - 中華民國 內政部國家公園署太魯閣國家公園管理處  （页面存档备份，存于）